# Karl-Heinz Koch

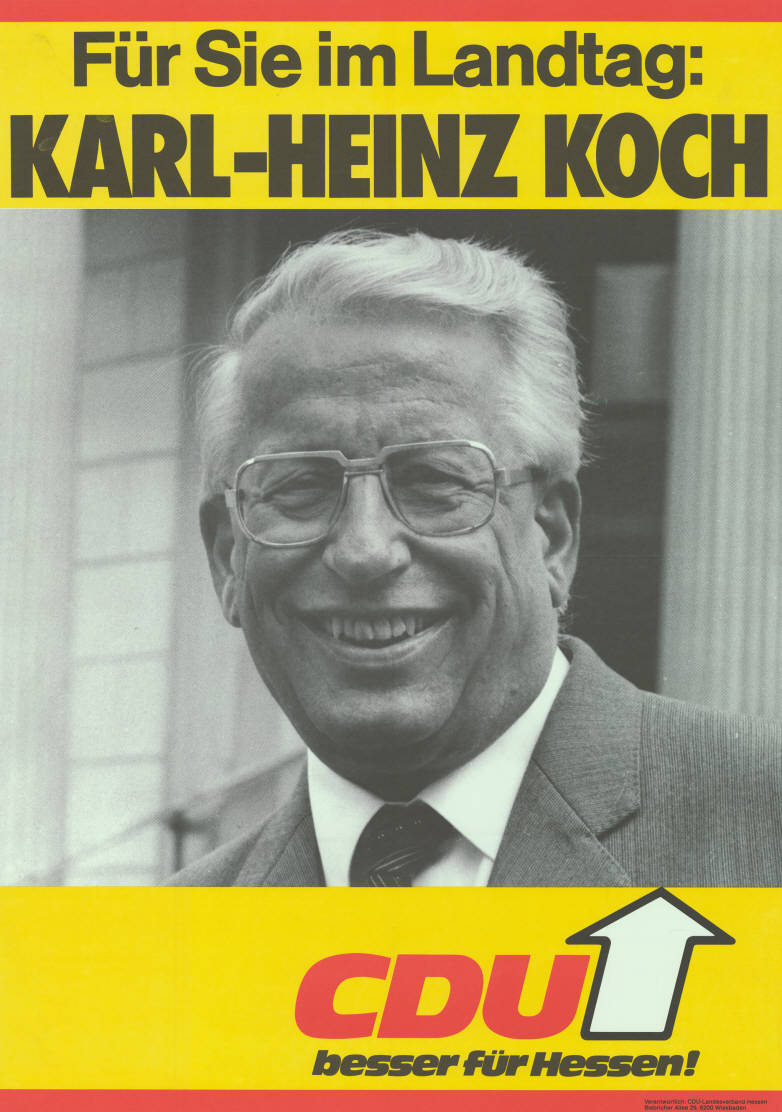
Karl-Heinz Koch

Karl-Heinz Koch (* 14. Oktober 1924 in Kassel; † 24. Mai 2007 in Eschborn) war ein deutscher Rechtsanwalt, Notar, Politiker (CDU) und hessischer Justizminister.

## Leben
Koch besuchte die Oberschule und leistete anschließend Kriegsdienst. Nach Kriegsende nahm er ein Studium der Rechtswissenschaften an der Universität Frankfurt auf, welches er 1953 mit dem zweiten juristischen Staatsexamen abschloss.
Ab 1953 war Koch als Anwaltsassessor in Frankfurt am Main tätig und wurde 1956 als Rechtsanwalt zugelassen. In Frankfurt gründete er auch seine eigene Anwaltskanzlei, die er 1965 nach Eschborn verlegte. Zwischenzeitlich wurde er als Notar zugelassen und nahm weitere Kollegen in der Sozietät auf. Karl-Heinz Koch war verheiratet; sein einziger Sohn Roland Koch, zuvor in der Sozietät als Rechtsanwalt tätig, war von 1999 bis 2010 Ministerpräsident des Landes Hessen.
Am 6. Mai 1942 beantragte das HJ-Mitglied Karl-Heinz Koch die Aufnahme in die NSDAP und wurde zum 1. September desselben Jahres aufgenommen (Mitgliedsnummer 9.183.961). Nach dem Zweiten Weltkrieg war Koch über 50 Jahre Mitglied der CDU, engagierte sich in einer Vielzahl von Parteiämtern und war stellvertretender Landesvorsitzender seiner Partei in Hessen.
Kommunalpolitisch war er von 1968 bis 1993 in Eschborn tätig. Von 1977 bis 1993 war er Vorsitzender der Stadtverordnetenversammlung. Er wurde von 1968 bis 1997 in den Kreistag des Main-Taunus-Kreises gewählt, in dem er von 1993 bis 1997 als Vorsitzender tätig war.
Von Dezember 1970 bis 1987 gehörte er als direkt gewählter Wahlkreisabgeordneter des Wahlkreises Main-Taunus I dem Hessischen Landtag an (siehe Liste der Mitglieder des Hessischen Landtags (7. Wahlperiode)). Dort war er ab dem 5. November 1974 stellvertretender Fraktionsvorsitzender der CDU.
Am 24. April 1987 wurde er zum hessischen Staatsminister der Justiz in die von Ministerpräsident Walter Wallmann geführte Landesregierung berufen. Nach dem Rücktritt von Gottfried Milde am 6. November 1990 übernahm Koch zusätzlich die kommissarische Leitung des Innenministeriums, die er bis zum 20. November 1990 innehatte. Nach der Niederlage der CDU bei der Landtagswahl 1991 schied er am 5. April 1991 aus der Landesregierung aus. 1979 und 1984 war er Mitglied der Bundesversammlung.
Karl-Heinz Koch wurde 1978 das Verdienstkreuz am Bande der Bundesrepublik Deutschland, am 4. September 1989 das Große Verdienstkreuz verliehen. Er war auch Träger des Hessischen Verdienstordens. Der Main-Taunus-Kreis zeichnete ihn mit seiner Ehrenplakette aus. Er war seit 1994 Ehrenstadtverordnetenvorsteher und seit 1999 Ehrenbürger der Stadt Eschborn.
Koch war Mitglied in einer Reihe von Aufsichtsräten:
- Aufsichtsrat: Triumph International AG und der Triumph International Holding GmbH
- Aufsichtsrat: Hertie Waren- und Kaufhaus GmbH
- VAL: Mehler AG in Fulda
- Verwaltungsrat: Hessische Landesbank in Frankfurt am Main
- Verwaltungsrat: Nassauische Sparkasse in Wiesbaden

## Trivia
Während seines Studiums klagte Koch gegen das an Universitäten erhobene „Hörergeld“ – Vorlesungsgebühren, die von den Studenten unmittelbar an die Professoren gezahlt wurden. Er berief sich dabei auf Artikel 59 der hessischen Verfassung, nach dem der Unterricht an Schulen und Hochschulen unentgeltlich sein soll. 1947 unterlag er zunächst vor dem Verwaltungsgericht. Zwei Jahre später folgte jedoch der Hessische Staatsgerichtshof seiner Argumentation und erklärte die Gebühren für unrechtmäßig. Alle Zahlungen ab Dezember 1946 mussten rückerstattet werden. Dieser Sachverhalt wurde in der Diskussion um die Studiengebühren in Hessen ab 2006 aufgegriffen.